# Уинсборо (Луизиана)
Уинсборо (англ. Winnsboro) — город в штате Луизиана, США. Административный центр прихода Франклин. По состоянию на 2020 год численность населения составляет 4862 человека.

## История
Приход Франклин был создан 1 марта 1843 года из частей приходов Уошито, Катахула и Мадисон усилиями сенатора Луизианы Джона Уинна. Земля для административного центра Уинсборо (тогда англ. Winnsborough, позже англ. Winnsboro) была куплена в 1844 году. Город был назначен административным центром в 1846 году.

## География
По данным Бюро переписи населения США, общая площадь города составляет 10,73 км2, из которых 10,57 км2 приходится на сушу, а 0,16 км2 или 1,49 %, — на воду.

## Экономика
Экономическую базу Уинсборо составляют компании в сфере производства одежды, лодок, бутылочного розлива и продуктов питания, авиации, здравоохранения, сельского хозяйства и связанных с сельским хозяйством отраслей.

## Известные люди
- Вуди Солдсберри — чемпион НБА сезона 1965/1966 в составе «Бостон Селтикс».